# Bayerische Armee
L'Esercito bavarese (in tedesco: Bayerische Armee, poi Königlich Bayerische Armee) è stato l'esercito della Baviera dal 1682 al 1919; venne costituito nel 1682 come forza armata stabile dell'Elettorato di Baviera, allora parte del Sacro Romano Impero. Successivamente, con la nascita del Regno di Baviera, l'esercito assunse il nome di Regio Esercito Bavarese. L'esercito bavarese non fu mai comparabile agli eserciti delle grandi potenze del XIX secolo, ma diede alla casata dei Wittelsbach sufficiente protezione e capacita d'azione nel contesto delle alleanze politiche, contribuendo a trasformare la Baviera nel secondo stato dell'Impero tedesco, dopo il Regno di Prussia.

## Storia

### 1682 - 1790

#### Fondazione

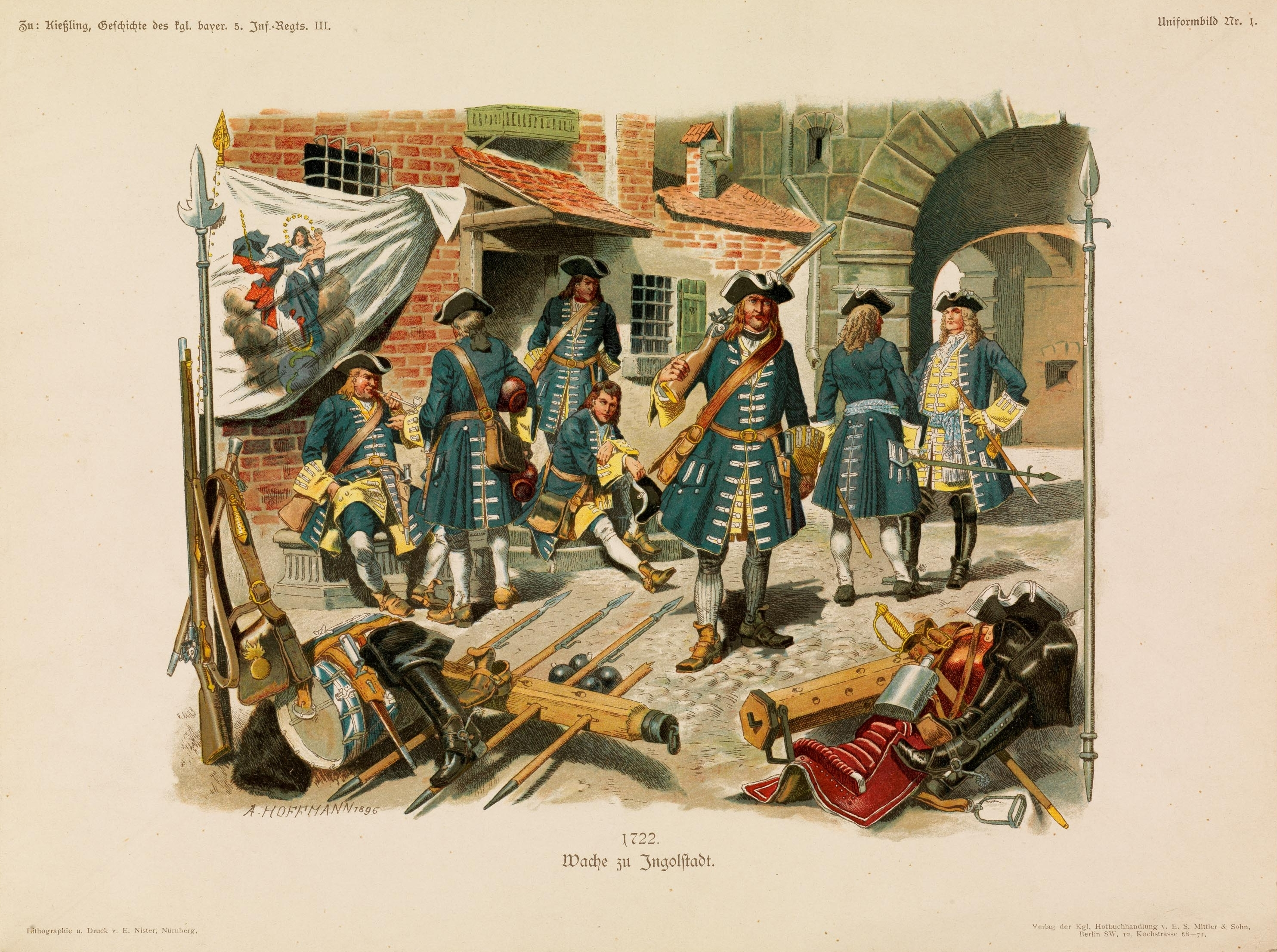
Uniformi militari bavaresi nel 1772.

In quanto stato membro del Sacro Romano Impero, l'Elettorato di Baviera fu obbligata dalla costituzione di guerra imperiale, la Reichskriegsverfassung, a costituire una forza armata; l'istituzione di un esercito veniva sempre più vista come un simbolo di appartenenza a uno stato nazionale ed un importante strumento di politica di potenza assolutista. Il 12 ottobre 1682 nacque il Bayerische Armee, l'esercito bavarese, quando, in un accampamento a Schwabing, le truppe appena reclutate furono ufficialmente assunte in servizio presso la Baviera. Furono istituiti sette reggimenti di fanteria, due reggimenti di dragoni e due di corazzieri, insieme a un corpo d'artiglieria. Il tradizionale colore blu medio era già ampiamente utilizzato dalla fanteria bavarese e sarebbe stato utilizzato a partire dal 1684. I corazzieri e gli artiglieri indossavano tuniche grigio chiaro, mentre i dragoni indossavano tuniche rosse o blu. L'esercito si distinse sotto l'elettore Massimiliano II di Baviera durante la Guerra austro-turca (1683 - 1699), in particolare durante l'assedio di Belgrado. Nel 1682 Massimiliano II Emanuele aveva raddoppiato le sue dimensioni, portandole a 7 reggimenti di fanteria, 4 reggimenti di cavalleria e 4 compagnie di dragoni. Queste dimensioni erano sostanzialmente inferiori a quelle di qualsiasi altra grande potenza, ma anche in quel caso non potevano essere mantenute dalle entrate e dal credito della Baviera. La consistente partecipazione dell'esercito bavarese alla guerra contro i turchi, dove acquisì molta esperienza, fu quindi possibile solo grazie ai sussidi. Dopo la pace di Rijswijk, le dimensioni dell'esercito bavarese furono ridotte. Nel 1701, la composizione dell'esercito era la stessa di quella delle guerre turche, solo che ora con tre reggimenti ciascuno di corazzieri e dragoni.

#### Guerra di successione spagnola

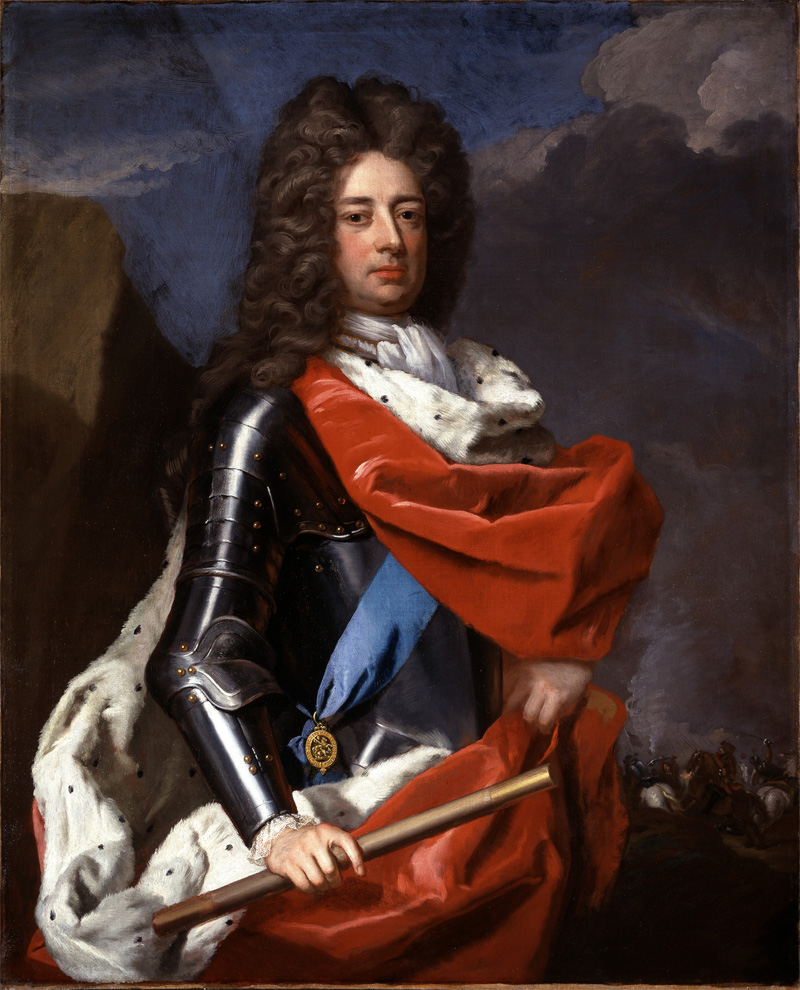
John Churchill, I duca di Marlborough.

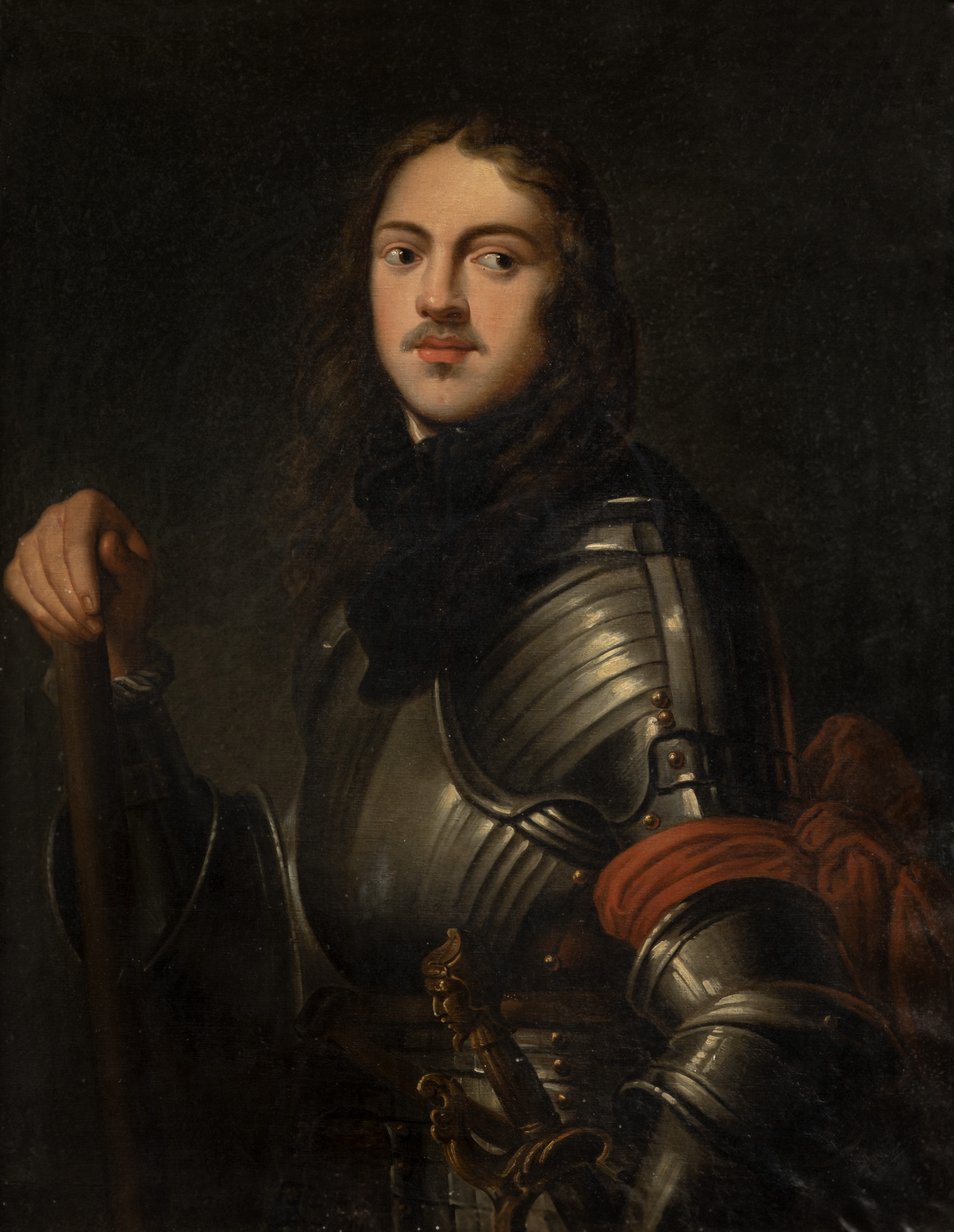
Il generale Jean-Baptiste d'Arco.

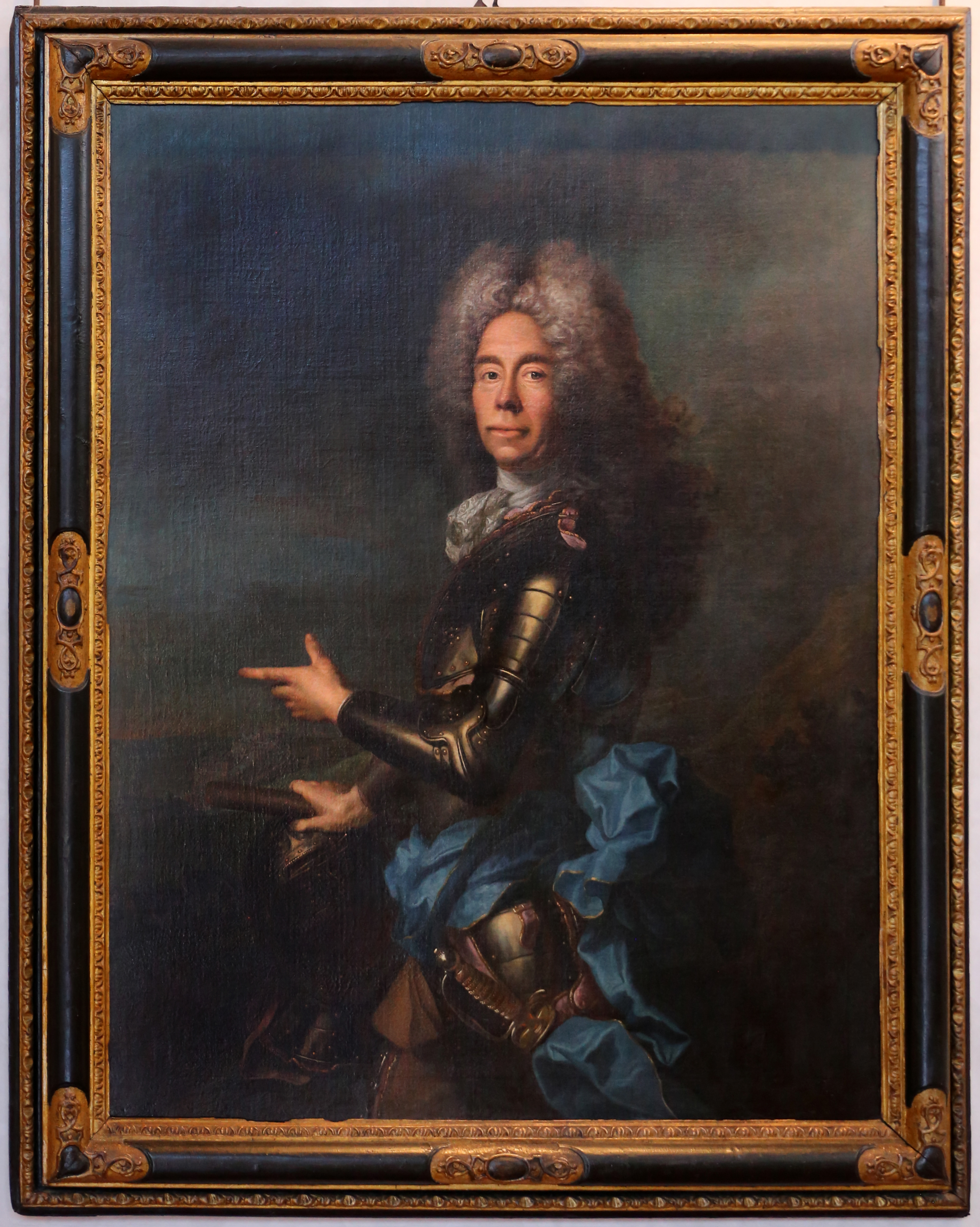
Il generale italiano Alessandro Maffei.

Durante la Guerra di successione spagnola, la Baviera combatté a fianco della Francia; nel 1701, la Baviera iniziò a trattare con il regno francese e concluse un primo trattato. Con questo, si obbligava ad aumentare la forza del suo esercito a 15.000 uomini in cambio di un sussidio mensile di 45.000 lire. I reggimenti di stanza nei Paesi Bassi spagnoli furono nel frattempo restituiti alla Baviera, un movimento che si concluse nell'aprile del 1701. Sempre nel 1701, la fanteria regolare contava un reggimento della guardia di tre battaglioni, cinque reggimenti di due battaglioni e quattro battaglioni indipendenti. La milizia contava 12 battaglioni, per un totale di 29 battaglioni di fanteria. La cavalleria era composta da 17 squadroni di cavalleria e 12 squadroni di dragoni. In termini di numero, l'esercito bavarese era paragonabile a quello prussiano. Nell'agosto del 1702, il primo trattato con la Francia fu seguito da un trattato che obbligava Massimiliano Emanuele di Baviera ad aumentare il suo esercito a 25.000 uomini. A parte l'aggiunta di un reggimento di corazzieri nel 1702, di un ulteriore reggimento di fanteria nel 1703 e di un terzo battaglione ai reggimenti di fanteria, l'organizzazione di base dell'esercito bavarese rimase tuttavia invariata fino all'inizio del 1704. Massimiliano Emanuele iniziò anche a rafforzare le sue truppe di milizia. All'inizio dell'estate del 1704 l'esercito bavarese raggiunse il suo apice: 8 reggimenti di cavalleria schierati in 47 squadroni e 9 reggimenti di fanteria regolare schierati in 26 battaglioni. Questo per una forza "soll" di 28.250 uomini, che probabilmente era più vicina ai 19.000 in realtà. Nel 1704, il generale britannico Marlborough venne a conoscenza di uno sforzo congiunto di francesi e bavaresi per cooperare nel tentativo di estromettere l'Austria dalla guerra. Marlborough fece marciare il suo esercito lungo il Danubio mentre i francesi marciavano verso la Baviera. Il 2 luglio 1704, Marlborough attaccò i bavaresi prima che si potessero unire i francesi. Quando l'esercito fu sconfitto nella battaglia di Blenheim, l'esercito bavarese cessò di essere la principale forza combattente dello stato, sebbene alcuni continuassero a combattere fino alla fine della guerra. Dopo la guerra, le forze austriache occuparono la Baviera, e questo portò alla rivolta popolare che scoppiò durante la "Sendlinger Mordweihnacht". Nel 1701, i membri dell'esercito erano numericamente simili a quelli delle guerre turche. 
Durante la Guerra di successione spagnola, una delle battaglia a cui l'esercito bavarese fu quella di Schellenberg: al tempo del combattimento, la forza armata bavarese era comandato da Jean-Baptiste d'Arco e dal generale Alessandro Maffei, che comandavano 16 battaglioni bavaresi e 6 francesi e 4 reggimenti di cavalleria, per un totale di circa 13.000 uomini. A Donauwörth si trovavano 1.000 francesi al comando di Du Bordet, con altre unità francesi nei villaggi circostanti. Gli alleati lanciarono una serie di duri attacchi che costrinsero i bavaresi alla fuga, perdendo la maggior parte dei loro bagagli, tutte le bandiere dei reggimenti e privando l'elettore delle sue truppe migliori per il resto della guerra. Solo la cavalleria rimase, principalmente i corazzieri, come unica forza realmente efficace per continuare il combattimento. L'elettore di Baviera aveva perso molte delle sue truppe migliori, il che avrebbe avuto un profondo impatto sulla capacità delle forze franco-bavaresi di affrontare i nemici nel resto della campagna; pochissimi degli uomini che avevano difeso lo Schellenberg si unirono all'esercito dell'elettore e di Ferdinand de Marsin. Tra questi, tuttavia, figuravano il Conte d'Arco e il suo vice, il Marchese Maffei, che in seguito difesero Lutzingen nella battaglia di Blenheim. In seguito, Massimiliano Emanuele di Baviera si nascose dietro le sue difese ad Augusta, mentre Marlborough inviava le sue truppe in profondità nella Baviera con incursioni distruttive, incendiando edifici e distruggendo raccolti, cercando di attirare il comandante bavarese in battaglia o di convincerlo a tornare fedele all'Imperatore Leopoldo I del Sacro Romano Impero.L'Imperatore aveva offerto la grazia totale, nonché sussidi e la restituzione di tutti i suoi territori, con l'aggiunta di terre di Pfalz-Neuburg e Burgau, se fosse tornato all'ovile imperiale, ma i negoziati tra le parti stavano facendo scarsi progressi. Se Massimiliano Emanuele non avesse ricevuto la notizia dei rinforzi francesi proprio il giorno in cui stava per firmare un trattato, la campagna del Danubio si sarebbe conclusa dopo lo Schellenberg. Dopo il fallimento dei negoziati, si creò una nuova situazione strategica, con l'alleanza che tagliava fuori Massimiliano Emanuele dalla Baviera e si preparava ad attaccarla. Entro 6 settimane, entrambi gli eserciti si sarebbero scontrati in una delle più grandi battaglie della Guerra di successione spagnola, ovvero la Battaglia di Blenheim, che, combattuta il 13 agosto 1704, fu una delle battaglie più importanti del conflitto sulla successione spagnola. 

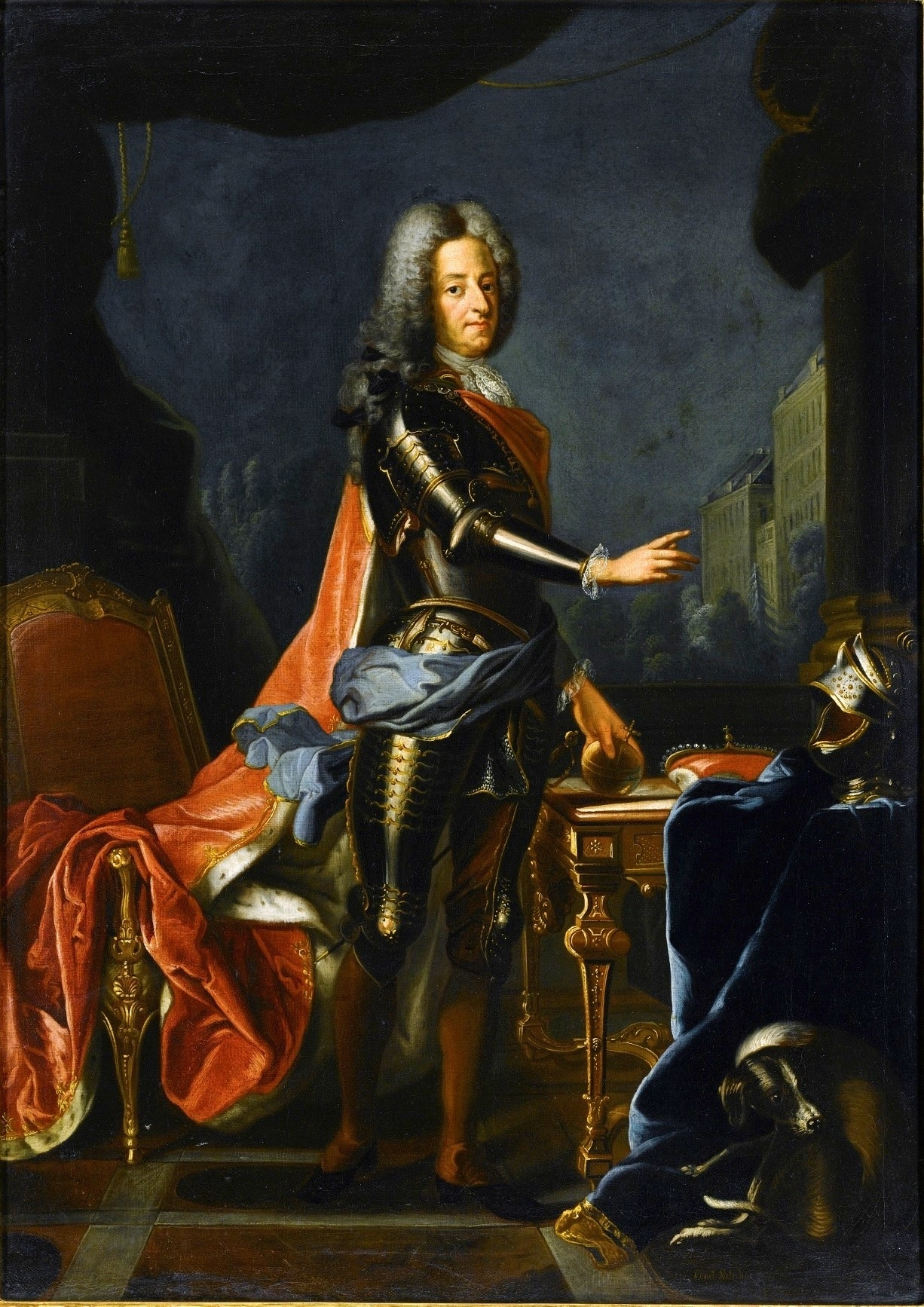
Ritratto del principe Massimiliano II Emanuele di Wittelsbach di Constantyn Netscher, 1725, Castello di Nordkirchen.

Nel 1704, i francesi proposero di far uscire dalla guerra l'imperatore Leopoldo I d'Asburgo, avanzando su Vienna con un esercito franco-bavarese congiunto; snza entrare nel merito delle campagne e degli eventi politici di quell'anno, questa proposta fu la causa della marcia del Duca di Marlborough verso il Danubio nella campagna di Blenheim. L'elettore Massimiliano II Emanuele di Baviera tenne il cruciale attraversamento del Danubio a Donauworth. Le sue alture fortificate sullo Schellenberg erano presidiate da 14.000 bavaresi al comando del feldmaresciallo di Massimiliano, Jean Baptiste Comte d'Arco. L'Elettore stesso si trovava ad Augusta, saldamente fortificata, con gran parte della cavalleria. La schiacciante vittoria alleata garantì la sicurezza di Vienna dall'esercito franco-bavarese, impedendo così il crollo della Grande Alleanza.

#### Guerra dei sette anni
Allo scoppio della Guerra dei sette anni, l'esercito bavarese comprendeva otto reggimenti di fanteria, tre reggimenti di corazzieri, una brigata di artiglieria e due dragoni. Nel 1757, uno di questi reggimenti di corazzieri fu disarmato e diviso tra gli altri reggimenti, mentre una compagnia di dragoni fu montata nel reggimento. La forza media di circa 1800 uomini per il reggimento non fu raggiunta sul campo, inoltre, i battaglioni di fanteria erano a disposizione degli Asburgo, quindi del Sacro Romano Impero, in base agli obblighi militari imperiali della Baviera. I battaglioni combatterono senza successo a Breslavia, Leuthen e Schweidnitz, nel 1757. Con l'unificazione tra il Palatinato e la linea dei Wittelsbach, altri reggimenti si aggiunsero alla fanteria, nel 1777. Una delle battaglie più note della Guerra dei sette anni fu combattuta a Leuthen e fu una grande vittoria per i prussiani; durante questa battaglia, l'attacco "obliquo" prussiano funzionò alla perfezione, l'artiglieria prussiana fu impiegata efficacemente all'attacco, spostata e riutilizzata, e il contingente bavarese su cui si abbatté il peso dell'attacco non riuscì a distinguersi in battaglia. C'è quindi la tendenza a considerare i bavaresi truppe mediocri. Sappiamo che l'attacco "obliquo" non funzionò più così bene e che l'artiglieria non fu mai più utilizzata in modo così efficace durante la Guerra dei Sette Anni. La Baviera faceva parte dell'Esercito dell'Impero o Reicharmee: quest'esercito era composto da dieci Reichkreis o Circoli Imperiali che, in teoria, si difendevano a vicenda. I circoli erano più o meno geografici e nazionali. La forza teorica di questo esercito era di circa 84.000 fanti e 56.000 cavalieri. Di questi, il gruppo austriaco ne copriva circa il 19%, assegnando 16.500 fanti e 7.500 cavalieri. Il secondo gruppo più numeroso era la Spagna, che avrebbe dovuto fornire 8.100 fanti e quasi 10.000 cavalieri. La dotazione della Baviera era di 4.482 fanti e 2.400 cavalieri . 

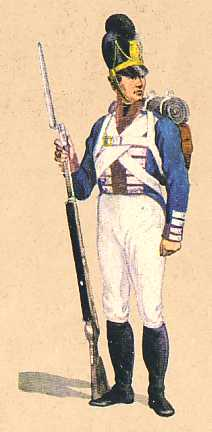
Soldato del 1° Reggimento di Fanteria dell'esercito bavarese.

Queste quote furono assegnate in vari modi e non furono mai assegnate. La Spagna entrò nella Guerra dei sette anni molto tardi e riuscì a perdere alcuni dei suoi possedimenti caraibici. L'Austria assegnò unità all'esercito, così come la Baviera. I gruppi sassoni furono sopraffatti all'inizio della guerra e quella parte dell'esercito sassone che riuscì a fuggire, trascorse il resto della guerra combattendo con la Francia in occidente. Alcuni sovrani non erano entusiasti dell'idea di scendere in campo contro Federico il Grande, re di Prussia, e si affrettarono a reclutare truppe, mentre altre aree erano diventate protestanti e non erano interessate a unirsi ai paesi cattolici nella lotta contro i protestanti. Tre battaglioni bavaresi furono assegnati alla Reicharmee: due battaglioni di Pechmann e un battaglione di Holstein. Ogni battaglione aveva 101 fucilieri per compagnia e quattro compagnie per battaglione. Sia Pechmann che Holstein fornirono una compagnia di granatieri di 100 uomini. Ufficiali, musicisti, ecc. portarono la forza totale delle compagnie di fucilieri a 130. Il resto della forza armata era composto da reggimenti di due battaglioni, ad eccezione di Kurprinz e Preysing, che furono uniti per formare un reggimento. I battaglioni di fucilieri contavano 520 uomini (ufficiali inclusi) e una compagnia di granatieri di 100. La Guerra di successione bavarese, nota anche come "Guerra delle patate", si svolse senza particolari eventi per l'esercito bavarese; alla fine, l'uniforme della fanteria fu cambiata in bianca e la tradizionale armatura dei corazzieri fu completamente abbandonata.

### 1790 - 1918

#### Guerre napoleoniche

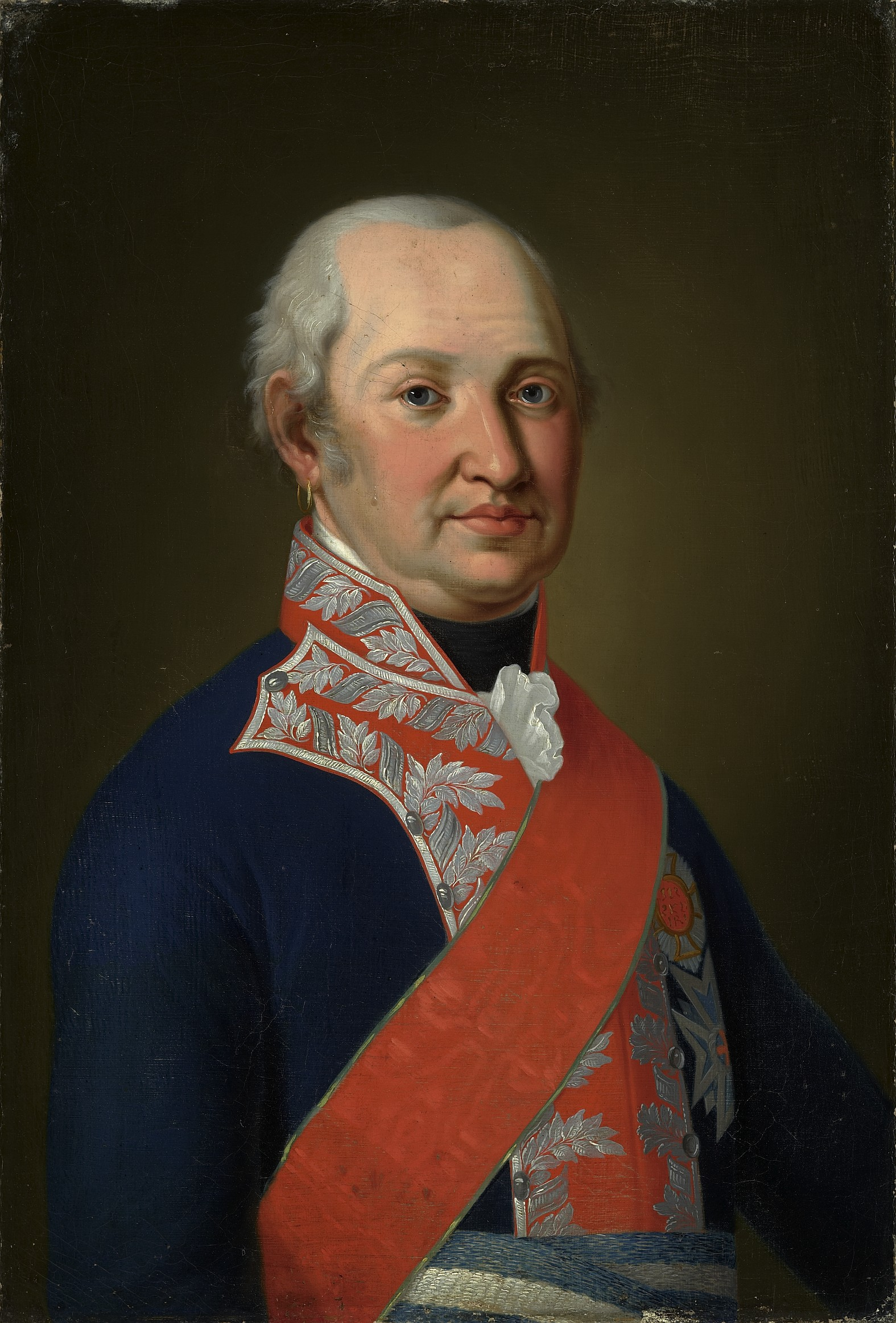
Massimiliano IV Giuseppe di Baviera.

Nel 1790 l'esercito bavarese subì una riforma radicale: anche le truppe di campagna ricevettero nuove uniformi, tra cui un elmo di cuoio decorato con un pennacchio di crine di cavallo, popolarmente chiamato "scrigno di Rumford". Tuttavia, il nuovo elettore Massimiliano IV Giuseppe, asceso al trono bavarese nel 1799, trovò l'esercito in pessime condizioni e nessuna delle unità fu vista al completo. Quasi nessuno dei reggimenti era minimamente vicino al completo esercito, il livello di addestramento delle truppe era scarso e le uniformi Rumford erano impopolari e poco pratiche. I circa 17.000 soldati bavaresi, generalmente considerati di scarsa utilità, erano sparsi per il paese e integrati nelle unità austriache. Il nuovo sovrano di Baviera, che aveva prestato servizio sotto l'Ancien Régime in Francia, fece della ricostruzione dell'esercito una propria priorità. In quanto stato membro del Sacro Romano Impero, la Baviera era tenuta a fornire una forza armata per combattere per la causa imperiale in tempo di guerra. Fu per questo impegno che le forze bavaresi furono mobilitate per combattere la Francia nel 1792, ma nell'ottobre di quell'anno si dichiarò neutrale. Nel 1796 i diplomatici di tutti gli stati belligeranti si incontrarono al Congresso di Rastatt per ridisegnare la mappa dell'Impero. Il risultato fu nettamente a favore dei francesi, poiché avevano conquistato il Belgio (Paesi Bassi austriaci), l'Alsazia, la Lorena e gran parte della riva sinistra del Reno. Prima che il trattato potesse essere finalizzato, scoppiò di nuovo la guerra e i diplomatici francesi furono assassinati dagli austriaci durante il transito. I combattimenti si conclusero con una vittoria francese nella battaglia di Hohenlinden nel dicembre del 1800. Il risultato fu una nuova spartizione dell'Impero, con le città imperiali libere che persero il loro status e, come molti altri piccoli stati, furono incorporate in stati tedeschi più grandi. La Baviera ottenne territori e le relative truppe. 

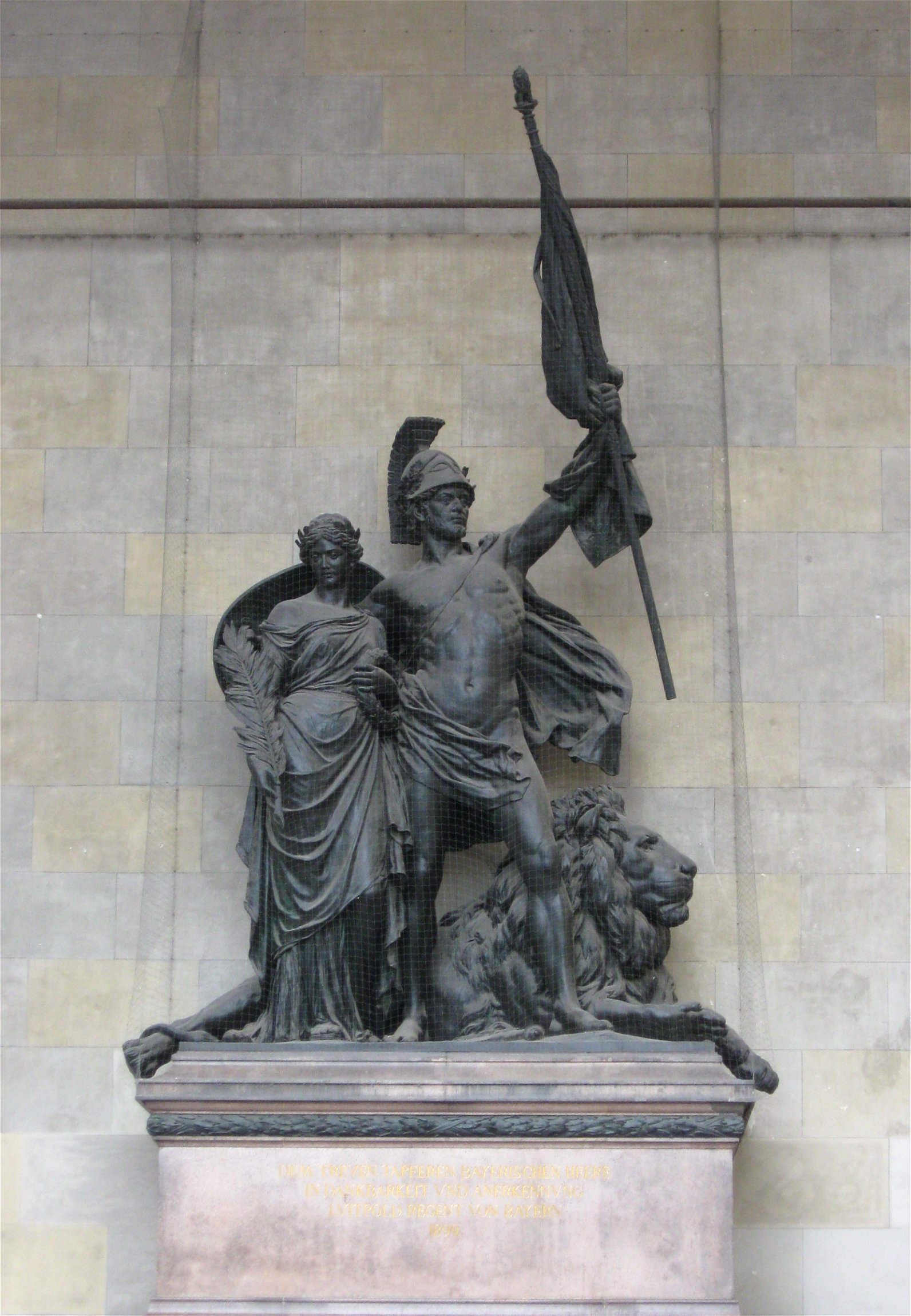
Personificazione dell'esercito bavarese, presso la Feldherrnhalle di Monaco.

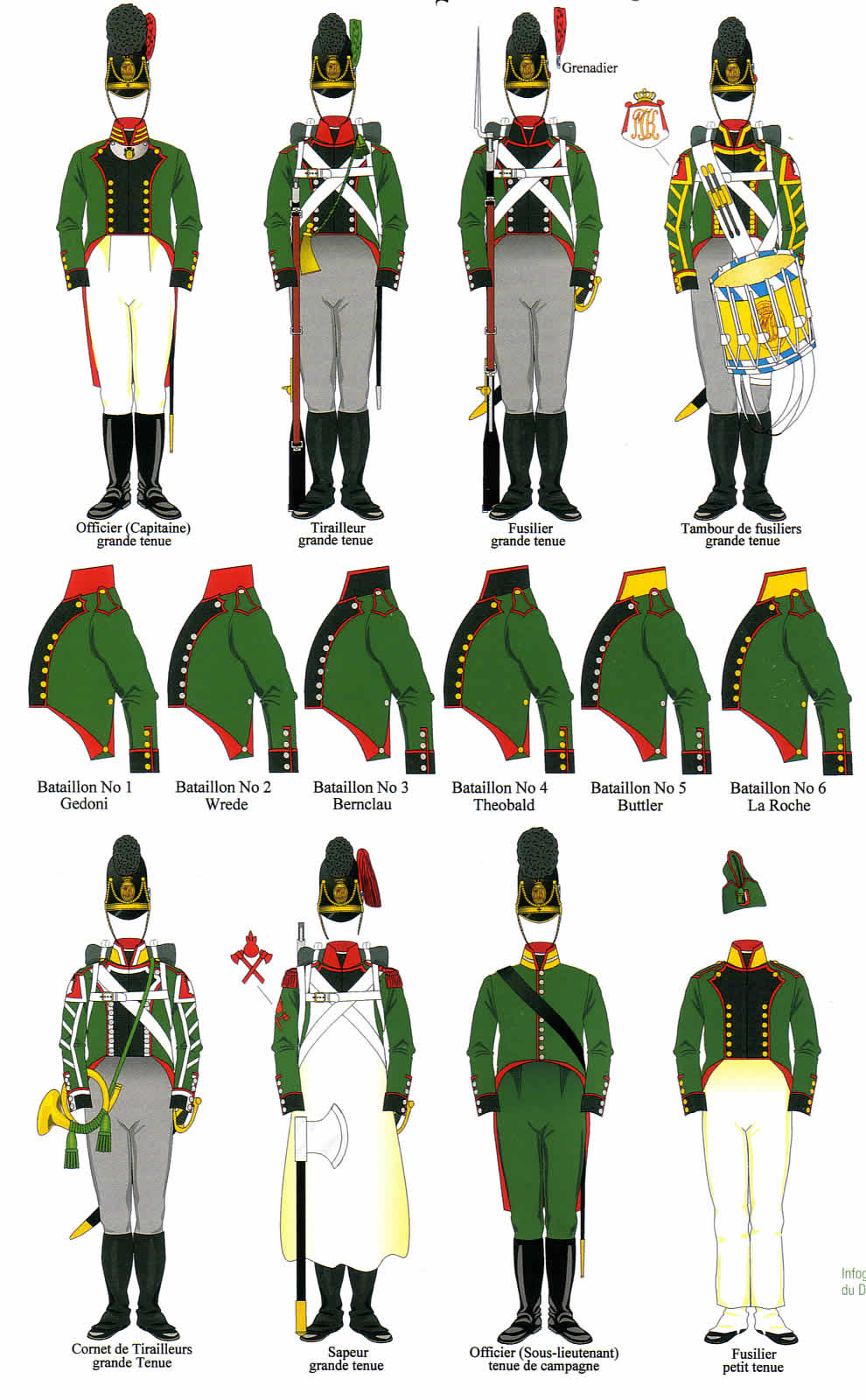
Uniformi della fanteria nel 1812.

Napoleone, imperatore dei francesi voleva sfruttare gli stati tedeschi come cuscinetto tra la Francia e un'eventuale invasione da parte di Austria o Prussia. L'Austria nel 1805 attaccò la Baviera; Napoleone distrusse sia l'esercito prussiano che quello austriaco in una campagna che si concluse con la resa del generale austriaco Mack nel dicembre 1805 e la devastante battaglia di Austerlitz. Sebbene inizialmente i bavaresi si ritirassero, mirarono solo a prepararsi ulteriormente per un contrattacco che fu condotto in modo approfondito e metodico. Complessivamente, circa 30.000 bavaresi parteciparono alla campagna di Ulma e alla liberazione dello Stato. Gli stati tedeschi di Baviera, Baden e Württemberg, che si erano alleati con i francesi, furono ora ben ricompensati. La Baviera ottenne lo status di regno e diversi territori, tra cui il Tirolo. L'esercito divenne così il Königlich-Bayerische Armee, ovvero il Regio Esercito Bavarese. Tuttavia, un'altra grave preoccupazione sfociò in una massiccia ribellione capeggiata da Andreas Hofer, che fu sedata con il supporto dell'esercito francese.  Negli anni successivi Napoleone consolidò il suo controllo su questi stati vassalli tramite matrimoni e assegnazioni di territori, annunciando il 12 luglio 1806 la formazione della Confederazione del Reno, che avrebbe incluso tutti gli stati tedeschi tranne la Prussia, insieme alla Francia e al Granducato di Varsavia. Nell'agosto del 1806 gli stati della confederazione lasciarono il Sacro Romano Impero e l'imperatore Francesco II d'Asburgo-Lorena annunciò la dissoluzione dell'impero e proclamò l'Impero austriaco, divenendo Francesco I d'Austria. Nelle campagne che seguirono, la Baviera si comportò più come un partner debole nei confronti della Francia che come uno stato vassallo o un alleato. Nel 1809, la Baviera era uno stato di prima linea contro l'Austria e molti dei primi scontri si svolsero sul suolo bavarese. Le truppe bavaresi subirono la sconfitta francese ad Aspern-Essling e poi la vittoria a Wagram, ma il Tirolo si ribellò e i bavaresi impiegarono mesi per sedare la rivolta. Nel 1812, la Baviera fornì alla Grande Armata, l'esercito napoleonico, il VI Corpo d'Armata per la campagna di Russia e alcune unità combatterono nella battaglia di Borodino, ma in seguito al disastroso risultato della campagna decisero infine di disertare la causa di Napoleone poco prima della battaglia di Lipsia. I bavaresi, sotto la guida del generale Carl Philipp von Wrede, tentarono di tagliare la ritirata degli eserciti francesi, ma non ci riuscirono nella battaglia di Hanau. Nel 1814, il Tirolo, tornò all'Austria e anche Salisburgo fu restituita nel 1815.  Durante gli anni 1790s l'esercito bavarese fu riformato principalmente grazie all'influenza dell'americano Benjamin Thompson (in seguito Conte von Rumford) che, sebbene fosse principalmente un chimico (e inventore della caffettiera a filtro), modificò la loro uniforme e introdusse un nuovo piccolo pezzo di artiglieria. La fanteria inizialmente aveva due battaglioni per reggimento, ciascuno con quattro compagnie, ciascuna composta da circa 150 uomini, che salirono a 168 in tempo di guerra. La fanteria leggera era originariamente composta da due reggimenti noti come "Feldjager"; un'unità di cacciatori tirolesi fu formata nel 1807 ma poi sciolta nel 1811.

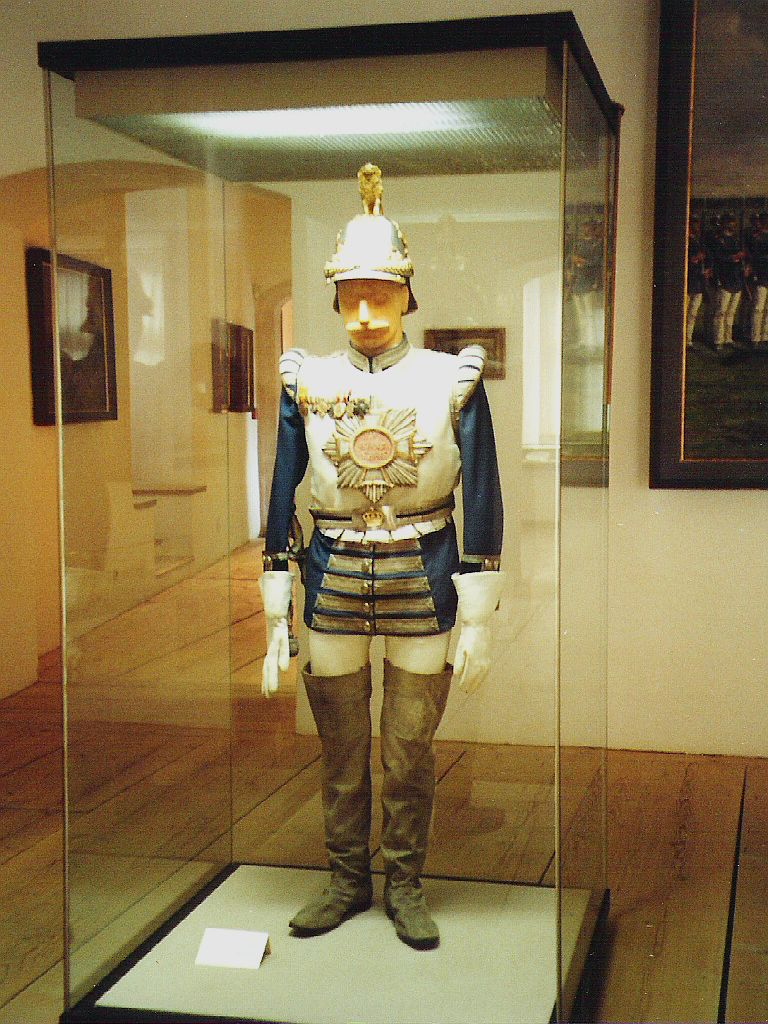
Uniforme della guardia Hartschier.

La cavalleria era composta da corazzieri, dragoni e cavalleggeri. I corazzieri originariamente erano composti da due reggimenti, ma nel 1799 il 2° corazzieri fu convertito in 4° cavalleggeri e nel 1804 il 1° corazzieri divenne il 1° dragoni; i corazzieri ricomparvero dopo il 1815. Fino al 1815 i corazzieri non indossavano armature, ma erano equipaggiati con una spada pesante e un paio di pistole. I dragoni indossavano la stessa uniforme dei corazzieri e anch'essi erano composti da due reggimenti. Nel 1811 i dragoni furono convertiti in cavalleggeri. I reggimenti di cavalleggeri (cavalleria leggera) comprendevano quattro squadroni di 150 -180 uomini per squadrone, ma normalmente avevano solo cavalli per ogni singolo squadrone. Nel 1813 fu creato un reggimento di lancieri che copiava l'uniforme dei lancieri austriaci. L'artiglieria aumentò la sua forza fino a raggiungere quella di un reggimento all'inizio di questo periodo e consisteva di due battaglioni: il 1° battaglione di artiglieria a cavallo e il 2° battaglione di artiglieria a piedi. Ogni battaglione aveva quattro compagnie di 150 uomini, sei cannoni e due obici per compagnia. La truppa portava pistole e sciabole corte, mentre l'artiglieria a piedi ricevette moschetti nel 1811, mentre l'artiglieria a cavallo aveva sciabole da cavalleria. L'esercito bavarese fu uno dei più importanti alleati tedeschi di Napoleone.

#### XIX secolo

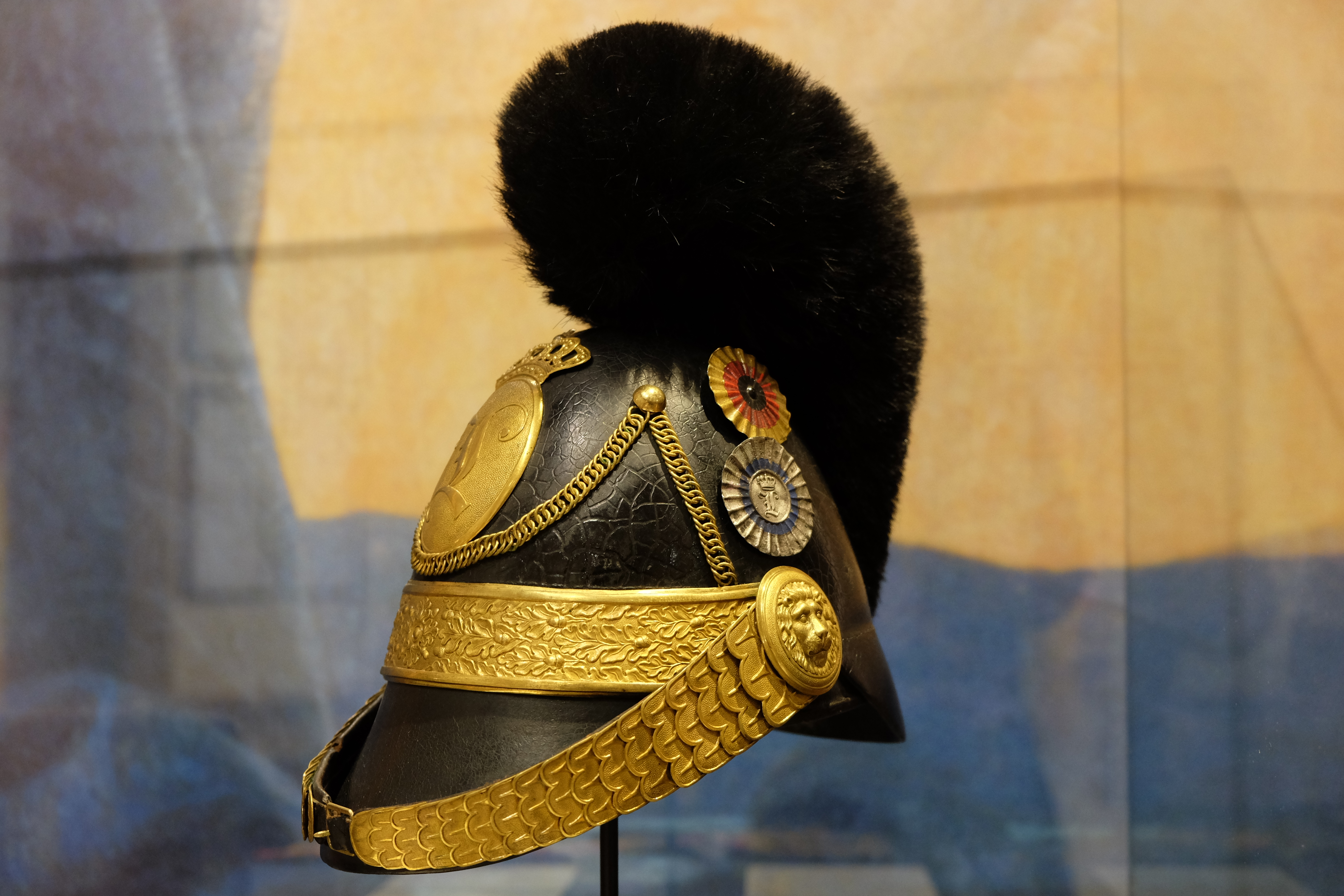
Il Raupenhelm, caratteristico elmo dell'esercito bavarese, nella foto del 1866.

Nel 1815, l'esercito bavarese era composto da un reggimento di granatieri della guardia, 16 reggimenti di fanteria di linea, due battaglioni di cacciatori, sette reggimenti di cavalleria leggera, un reggimento di ulani, due reggimenti di ussari, un reggimento di guardia del corpo (guardia del corpo reale a cavallo), due reggimenti di artiglieria a piedi e uno di artiglieria a cavallo, oltre a un'unità di genio. Nel 1816, il 7° reggimento di cavalleria leggera era stato suddiviso in due reggimenti di corazzieri. Gli ussari e gli ulani furono sciolti nel 1822 per motivi finanziarie nel 1826, un reggimento di fanteria fu convertito in due battaglioni di cacciatori e il reggimento di granatieri della guardia in un reggimento di fanteria di guardia. La guardia di corpo divenne il 1° Reggimento corazzieri e l'ex 1° Reggimento corazzieri fu accorpato al 2° Reggimento. La fanteria bavarese indossava uniformi blu fiordaliso dal 1684 (tranne dal 1785 al 1800, quando le giubbe erano bianche). Nel 1800 adottarono un elmo con cresta nera chiamato 2Raupenhelm", che subì diverse varianti fino al 1886. Nel 1864, la fanteria indossava tuniche e pantaloni blu fiordaliso con il Raupenhelm, giunto alla sua terza versione, più corto e conico. C'erano 16 reggimenti di fanteria, ognuno con paramenti diversi, come segue: Il Reggimento Leib aveva colletto e polsini rossi (con due barre bianche sui polsini), con bottoni metallici bianchi.
| Reggimento | Collo e polsini | Bottoni |
| ---------- | --------------- | ------- |
| N. 1°      | Rosso scuro     | Giallo  |
| N. 2°      | Nero            | Giallo  |
| N. 3°      | Rosso           | Giallo  |
| N. 4°      | Giallo          | Bianco  |
| N. 5°      | Rosa            | Bianco  |
| N. 6°      | Rosso           | Bianco  |
| N. 7°      | Rosa            | Giallo  |
| N. 8°      | Giallo          | Giallo  |
| N. 9°      | Cremisi         | Giallo  |
| N. 10°     | Cremisi         | Bianco  |
| N. 11°     | Nero            | Bianco  |
| N. 12°     | Arancione       | Bianco  |
| N. 13°     | Verde scuro     | Bianco  |
| N. 14°     | Verde scuro     | Giallo  |
| N. 15°     | Arancione       | Giallo  |

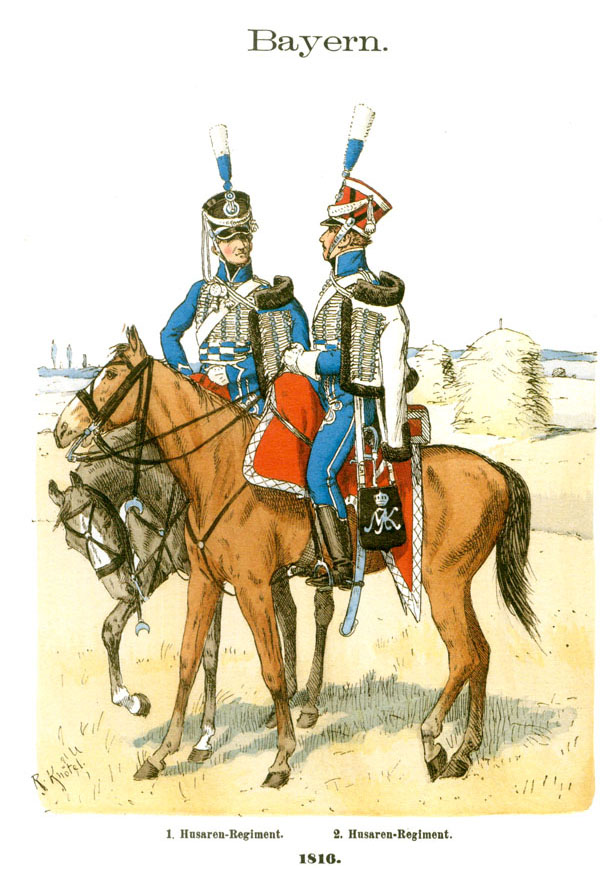
Ussari del regio esercito bavarese.

I due reggimenti di Jager indossavano la stessa uniforme, ma con colletto e polsini verde chiaro e bottoni metallici gialli. La cavalleria era composta da 3 reggimenti di corazzieri in blu fiordaliso. Elmi e corazze in acciaio lucido. Avevano distintivi cremisi. C'erano 6 reggimenti di cavalleria leggera in giubbe verdi con distintivi rossi o cremisi. L'artiglieria e il genio indossavano uniformi blu scuro con colletto e polsini rossi. Bottoni gialli per l'artiglieria e bianchi per il genio. Nel 1868, il I Corpo d'Armata Reale Bavarese dell'Esercito Bavarese fu istituito a Monaco di Baviera come Generalkommando (quartier generale) per la parte meridionale del regno. Con la formazione del III Corpo d'Armata Reale Bavarese nel 1900, gli fu affidata la responsabilità della Svevia e di gran parte dell'Alta e Bassa Baviera. Il I Corpo d'Armata Reale Bavarese partecipò alla Guerra franco-prussiana come parte della Terza Armata, combattendo nelle battaglie di Worth, Beaumont e Bazeilles, dove perse circa 7.000 uomini. Per quanto riguarda le uniformi, al tempo della Grande guerra, la standardizzazione sul modello prussiano era evidente, e, sebbene fossero state introdotte uniformi grigio-campo, le unità bavaresi potevano ancora essere distinte dalla coccarda e dal bordo a losanga blu e bianco sul colletto. Con l'istituzione dell'Impero tedesco nel 1871, le forze militari bavaresi subirono una trasformazione: pur mantenendo un certo grado di autonomia in tempo di pace, i reggimenti di fanteria e cavalleria bavaresi furono integrati nella più ampia macchina militare guidata dalla Prussia. Questa integrazione significò che l'esercito bavarese non era più un'entità indipendente, ma parte del più ampio apparato militare tedesco.

#### Prima guerra mondiale

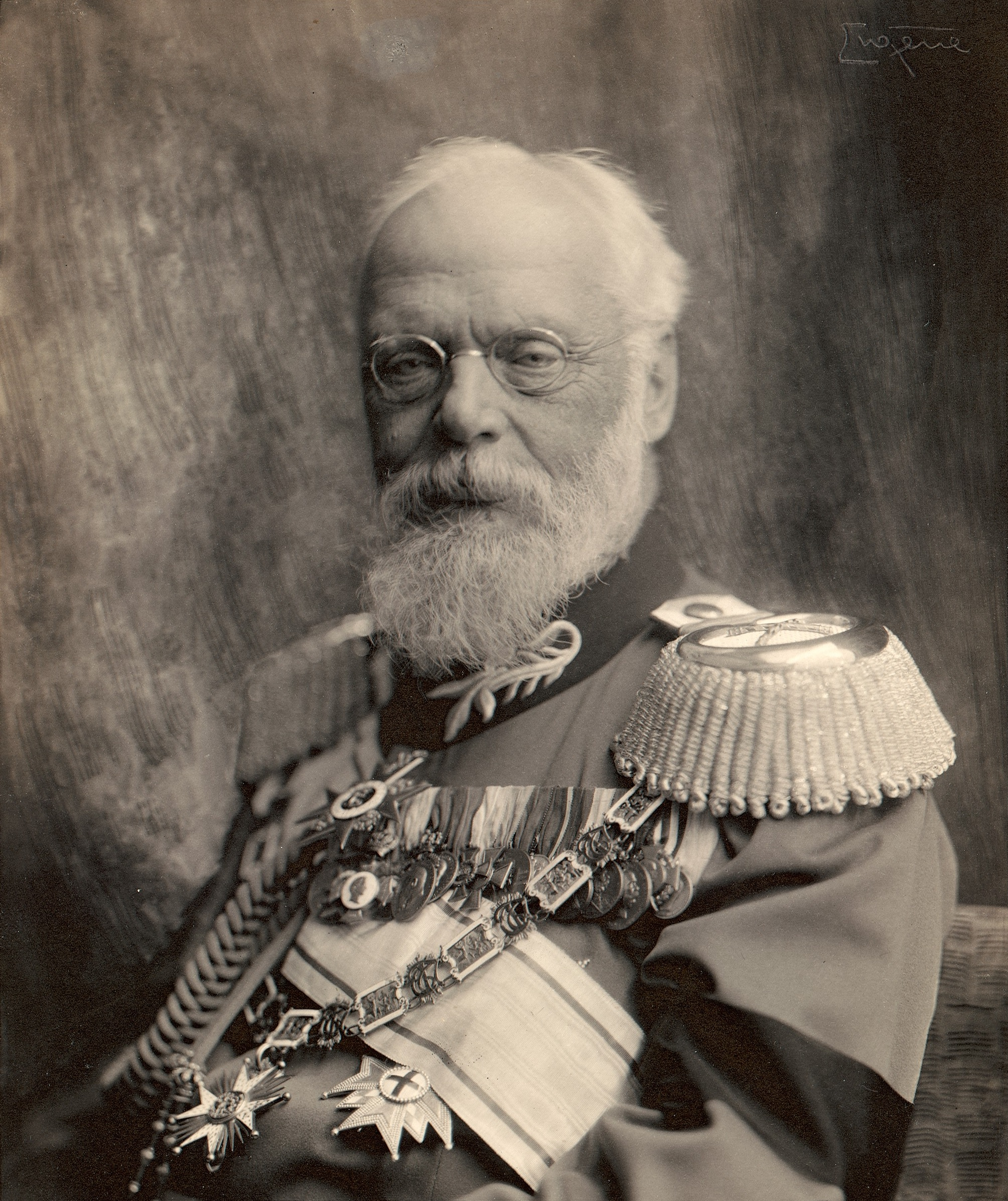
Ludovico III, ultimo sovrano di Baviera.

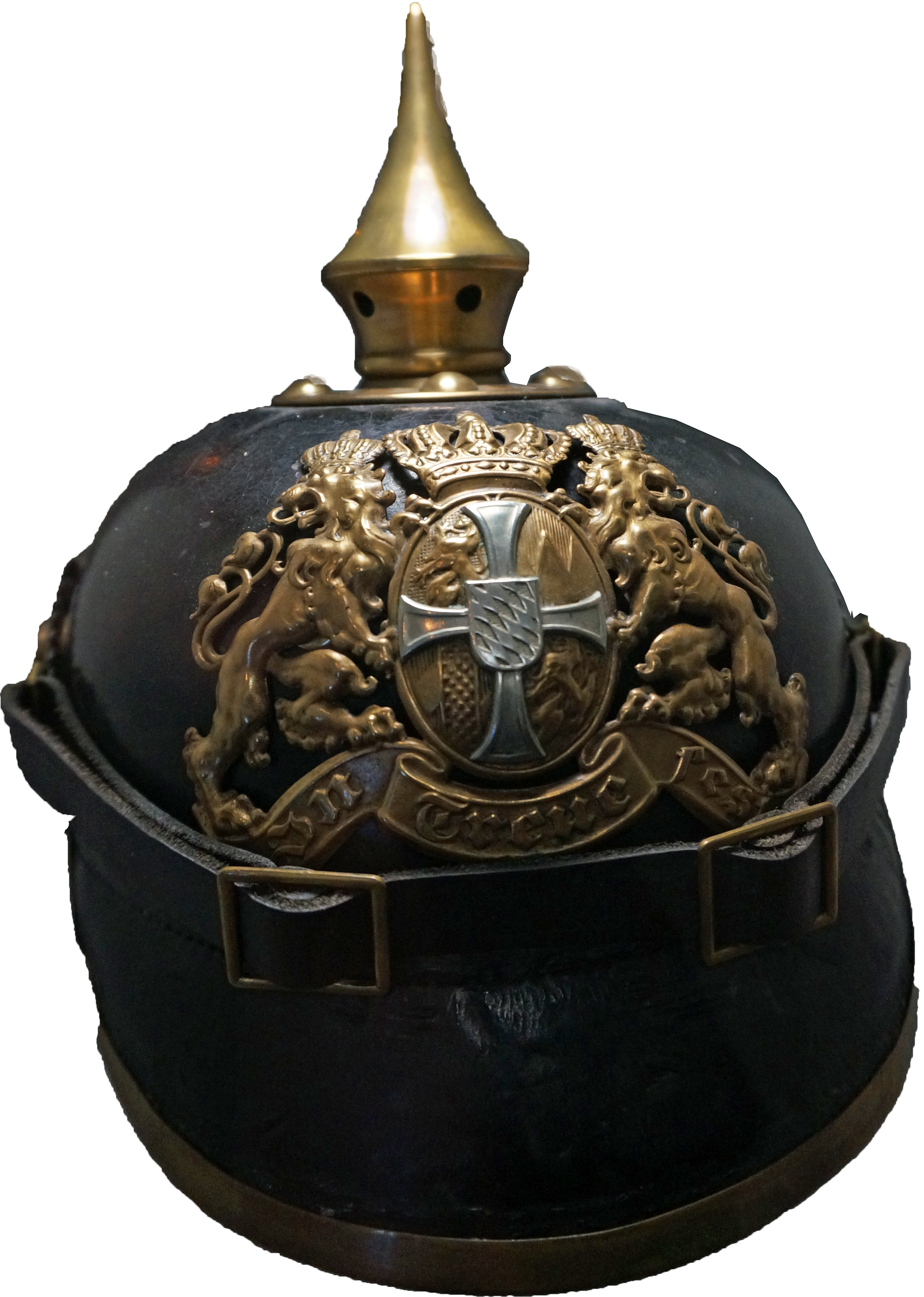
Pickelhaube, elmo chiodato, di Baviera.

Nel 1914, allo scoppio della Prima guerra mondiale, l'esercito Bavarese contava una forza effettiva di 87.214 uomini, tra ufficiali, medici, veterinari e altri funzionari, oltre a sottufficiali e oltre a oltre 16.000 cavalli. La forza armata era composto da tre "Corpi d'Armata Bavaresi" e dalla "Divisione di Cavalleria Bavarese", rafforzata da ulteriori unità prussiane,  che furono trasportati sul fronte occidentale e formarono la "Sesta Armata" sotto il comando dell'erede al trono di Baviera, il principe Rupprecht Wittelsbach. Combatterono nella battaglia delle Frontiere, dopo la quale le forze bavaresi iniziarono a essere indebolite dalle riorganizzazioni del Deutsches Heer, l'esercito imperiale tedesco. L'Esercito Bavarese fu un importante gruppo d'armate dell'Impero tedesco e giocò un ruolo significativo nella Grande guerra.  Dopo la battaglia delle Frontiere, le forze bavaresi furono integrate con altre unità imperiali tedesche. Ciononostante, il principe Rupprecht mantenne il comando delle forze combinate e fu promosso a feldmaresciallo nel 1916 grazie alle sue eccezionali capacità di comando. Durante la guerra, l'esercito di Baviera subì perdite significative, con circa 200.000 soldati che persero la vita. Le prestazioni militare della forza armata bavarese in guerra dimostrarono la sua dedizione e il suo coraggio, contribuendo agli sforzi complessivi dell'Impero tedesco sul fronte occidentale. Un aspetto degno di nota dell'Esercito bavarese durante la Prima guerra mondiale fu il mantenimento di alcune caratteristiche distintive, come le uniformi di fanteria azzurre e la particolare bordatura del colletto, anche dopo l'introduzione delle uniformi grigio campo. Inoltre, gli ufficiali e i soldati dell'Esercito bavarese continuarono a prestare giuramento al re di Baviera, mantenendo la loro lealtà al loro regno.
Nel novembre del 1918, re Ludovico III di Baviera fuggì dalla Residenza di Monaco con la sua famiglia a causa dello scoppio della Rivoluzione tedesca; questo evento segnò una svolta decisiva, poiché Ludovico divenne il primo monarca dell'Impero tedesco a essere deposto. Il governo socialista di Kurt Eisner prese il potere e dichiarò la deposizione della dinastia dei Wittelsbach, ponendo fine al regno di 700 anni della dinastia reale. Con la caduta della dinastia dei Wittelsbach, l'ex Regno di Baviera divenne lo Stato Popolare di Baviera. La sovranità militare della Baviera fu ceduta alla Repubblica di Weimar e le truppe regolari bavaresi furono in gran parte smobilitate. Le truppe rimanenti furono integrate nelle unità dei Freikorps e in altri gruppi militari tedeschi al di fuori della Baviera. L'esercito bavarese fu l'esercito di Baviera dal 1682 al 1919. L'esercito non fu mai paragonabile agli eserciti delle grandi potenze del XIX secolo, ma offrì alla dinastia dei Wittelsbach sufficiente spazio di manovra per trasformare la Baviera da un piccolo stato frammentato al secondo stato più grande dell'Impero tedesco dopo la Prussia.

## Struttura

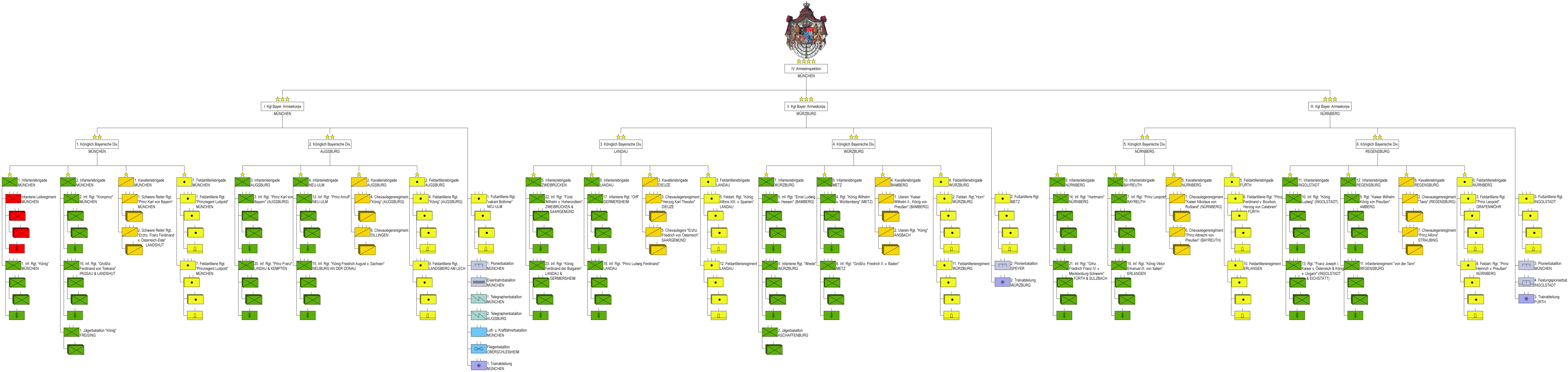
Struttura dell'esercito bavarese nel 1914

## Gradi
| Grado                                         | Mostrina |
| --------------------------------------------- | -------- |
| soldati                                       |          |
| Soldat (soldato)                              |          |
| Gefreiter (caporale)                          |          |
| Sottufficiali                                 |          |
| Stabsefreiter (caporale maggiore)             |          |
| Sergeant (sergente)                           |          |
| Ufficiali inferiori                           |          |
| Kadett (cadetto, aspirante ufficiale)         |          |
| Leutnant (sottotenente)                       |          |
| Oberleutnant (tenente)                        |          |
| Hauptmann (capitano)                          |          |
| Ufficiali superiori                           |          |
| Major (maggiore)                              |          |
| Oberstleutnant (tenente colonnello)           |          |
| Oberst (colonnello)                           |          |
| Ufficiali generali                            |          |
| Generalmajor (maggior generale)               |          |
| Generalleutnant (tenente generale)            |          |
| General der Infanterie (generale di fanteria) |          |
| Feldmarschall (maresciallo di campo)          |          |